# 阿部喜之丞
阿部 喜之丞（あべ きのじょう、1886年（明治19年）-1972年（昭和47年））は、日本の都市計画家。土地区画整理および耕地整理技術者。東京市都市計画課の掛長として市域の耕地整理事業を担当し、1940年（昭和15年）に静岡県静岡市で起きた静岡大火の際は、復興のために設置された静岡市臨時復興局の局長として耕地整理と土地区画整理事業に辣腕を振った。1964年（昭和39年）に勲四等旭日小綬章、死去後に勲三等瑞宝章叙勲された。俳句や書道・弓道などの趣味を持ち、帰去来と号した。

## 略歴
新潟県旧高田市生まれ。1906年（明治39年）に東京帝国大学農科大学実科（のちの東京高等農林学校→現東京農工大学農学部）を卒業。農業工学を専攻。卒業後は山梨県と長野県に農業技手として勤務。この時代に大場信続と知己となる。
1915年（大正4年）から帝室林野管理局に勤務。1923年（大正12年）の関東大震災後に帝都復興院が発足すると技師として転出し、その後の1924年（大正13年）に東京市職員となる。
市の技師として震災復興事業に従事。復興局出張所開設後は区画整理課長の重責を果たす。1930年（昭和5年）の事業完成とともに市役所都市計画課の整地掛長に転任し、土地整理組合の指導育成に傾注。1931年（昭和6年）の区画整理協会全国連合会の発足や機関紙『区画整理』の編集にも携わり続ける一方、東京市土地区画整理助成規定の制定に尽力。東京新市域の組合事業の活況を担い、旧都市計画法第十三条による市施行発案で東京市内主要ターミナル駅周辺の調査企画と都市計画決定に導く。
世田谷区立郷土資料館の常設展示「世田谷の歴史と文化」には、阿部が区画整理事業に使用したトランシット（測量機器）が展示されている。
1940年（昭和15年）の静岡大火後、静岡市の復興局長として派遣される。この際、登呂遺跡の重要性を認識、登呂を都市計画での根幹と目をつけて遺跡全域の地形測量や露出遺構・自然樹根等の位置特定測量を実施した。その際の実測図は水田跡を理解するための基礎となった。
静岡の後は愛知県などの各都市で都市行政にかかわる。戦後は戦災復興院から、後の建設省にも勤めた。この他に世田谷信用金庫理事、大場家代官屋敷保存会理事などを歴任。また東京農業大学の講師を務め後進の指導にあたった。
1964年（昭和39年）には、「土地区画整理事業の発展に多大な功績のあった人物で、年齢60歳以上で土地区画整理の実務に20年以上たずさわり、土地区画整理事業に関して大臣表彰その他の国家的表彰を受けたことのない者」にその労苦をねぎらうため資金を寄託し、公益財団法人都市計画協会の区画整理部門表彰として「土地区画整理阿部功労賞」を設けた（公益社団法人 街づくり区画整理協会が受賞者に副賞を授与）。

## 著作
- 復興事業の回顧、新都市 14(12), 40,47-50,57, 1960年12月号
- 土地区画整理の回顧、区画整理、6701号
- 都市計画と農地とに関連して北海道パイロット・ファームを視る、新都市 12(3),1958年3月号
- 伝統のまち相馬市、新都市 10(7),1956年7月号
- 風に吹かれて、新都市 10(1), 22-26, 1956年1月号
- なつかしの北海道、新都市 6(6), 83-85, 1952年6月号
- 夢想「湯之川市民霊廟」由来記、新都市 5(4), 24-26, 1951年4月号
- 南聞北話-4- 、新都市 4(7), 30-32, 1950年7月号
- 静岡市の復興に就て. 都市問題. 1940年6月号第30巻第6号
- 土地区画整理の本質とそれの公共用地収得及都市計画事業実施への協力／都市計画の基本問題に就て. 都市問題. 1938年10月号第27巻第4号
- 小学校の敷地選定に就て. 都市問題. 1937年10月号第25巻第4号
- 研究録 Vol.1, 阿部喜之丞自筆ノート
- 土地区劃整理大意. 東京都建設局区劃整理課, 1947